# Districtul Phibun Rak
Phibun Rak (în thailandeză พิบูลย์รักษ์) este un district (Amphoe) din provincia Udon Thani, Thailanda, cu o populație de 24.185 de locuitori și o suprafață de 186,4 km².

## Componență
Districtul este subdivizat în 3 subdistricte (tambon), care sunt subdivizate în 37 de sate (muban).
| Nr. | Nume      | În thailandeză | Sate | Locuitori |  |
| --- | --------- | -------------- | ---- | --------- |  |
| 1.  | Ban Daeng | บ้านแดง         | 15   | 8,967     |  |
| 2.  | Na Sai    | นาทราย         | 11   | 8,077     |  |
| 3.  | Don Kloi  | ดอนกลอย        | 11   | 7,141     |  |